# Science Fiction and Fantasy Hall of Fame
Die Aufnahme in die Science Fiction and Fantasy Hall of Fame ist eine Auszeichnung, die an Autoren und Künstler für ihr Lebenswerk im Bereich der Science-Fiction und Fantasy verliehen wird. Seit 2016 werden auch Werke aus diesem Bereich ausgezeichnet.

## Geschichte
Die Auszeichnung wurde 1996 von der Kansas City SF and Fantasy Society und dem J. Wayne and Elsie M. Gunn Center for the Study of Science Fiction an der University of Kansas ins Leben gerufen, wobei anfangs ausschließlich an Autoren von Science-Fiction-Literatur verliehen wurde. Ursprünglich wurden jährlich zwei lebende Personen ausgezeichnet und an zwei verstorbene wurde postum verliehen.
2004 kam die Hall of Fame an das Experience-Music-Project-Museum in Seattle und der Name wurde in Science Fiction Hall of Fame geändert. Ab 2005 wurden außer Schriftstellern auch Autoren und Künstler aus anderen Medien gewürdigt mit vier Kategorien (Film, Literature, Media und Open). 2013 wurde dann auch die Kategorie Fantasy hinzugenommen und der Name entsprechend wieder auf den ursprünglichen Science Fiction and Fantasy Hall of Fame geändert.
2016 wurde zum 20-jährigen Jubiläum die Struktur erneut geändert, zugleich benannte sich das EMP-Museum in Museum of Pop Culture um. Es werden nun neben Autoren auch Werke in die Hall of Fame aufgenommen. Außerdem wurden außer der Reihe 13 Personen sowie 7 Werke ausgezeichnet. Zu den ausgezeichneten Personen in diesem Jahr zählten nicht nur Science-Fiction-Autoren, sondern auch Schauspieler wie Leonard Nimoy und Keith David, Regisseure wie Guillermo del Toro und Terry Gilliam, der Puppenspiel-Filmer Jim Henson, die Comiczeichner Jack Kirby und Rumiko Takahashi und den Komponisten John Williams. Bei den aufgenommenen Werken war die Fantasy-Literatur nur durch Die Brautprinzessin vertreten, daneben wurden die Filme Stanley Kubricks 2001: Odyssee im Weltraum, Ridley Scotts Blade Runner und Matrix, die Fernsehserien Star Trek und Akte X, die Spiele Dungeons & Dragons und Myst sowie die Superheldin Wonder Woman aufgenommen.

## Verleihungen
- 1996: Jack Williamson, A. E. van Vogt, John W. Campbell, Hugo Gernsback
- 1997: Andre Norton, Arthur C. Clarke, H. G. Wells, Isaac Asimov
- 1998: Hal Clement, Frederik Pohl, C. L. Moore, Robert A. Heinlein
- 1999: Ray Bradbury, Robert Silverberg, Jules Verne, Abraham Merritt
- 2000: Poul Anderson, Gordon R. Dickson, Theodore Sturgeon, Eric Frank Russell
- 2001: Jack Vance, Ursula K. Le Guin, Alfred Bester, Fritz Leiber
- 2002: Samuel R. Delany, Michael Moorcock, James Blish, Donald A. Wollheim
- 2003: Wilson Tucker, Kate Wilhelm, Damon Knight, Edgar Rice Burroughs
- 2004: Brian Aldiss, Harry Harrison, Mary Wollstonecraft Shelley, E. E. Smith
- 2005: Steven Spielberg, Philip K. Dick, Chesley Bonestell, Ray Harryhausen
- 2006: George Lucas, Frank Herbert, Frank Kelly Freas, Anne McCaffrey
- 2007: Ed Emshwiller, Gene Roddenberry, Ridley Scott, Gene Wolfe
- 2008: Ian Ballantine und Betty Ballantine, William Gibson, Richard M. Powers, Rod Serling
- 2009: Edward L. Ferman, Michael Whelan, Frank R. Paul, Connie Willis
- 2010: Octavia E. Butler, Richard Matheson, Douglas Trumbull, Roger Zelazny
- 2011: Vincent Di Fate, Gardner Dozois, Harlan Ellison, Jean Giraud
- 2012: Joe Haldeman, James Tiptree, Jr., James Cameron, Virgil Finlay
- 2013: HR Giger, Judith Merril, Joanna Russ, David Bowie, J. R. R. Tolkien
- 2014: Frank Frazetta, Hayao Miyazaki, Leigh Brackett, Olaf Stapledon, Stanley Kubrick
- 2015: James Gunn, Georges Méliès, John Schoenherr, Kurt Vonnegut, Jack Gaughan
- 2016/2017:
  - Personen: Douglas Adams, Terry Pratchett. Außer der Reihe: Margaret Atwood, Keith David, Guillermo del Toro, Terry Gilliam, Jim Henson, Jack Kirby, Madeleine L’Engle, C. S. Lewis, H. P. Lovecraft, Leonard Nimoy, George Orwell, Rumiko Takahashi, John Williams
  - Werke: Blade Runner, Star Trek. Außer der Reihe: 2001: Odyssee im Weltraum, Dungeons & Dragons, Matrix, Myst, Die Brautprinzessin, Wonder Woman, Akte X
- 2018:
  - Personen: Stan Lee, J. K. Rowling
  - Werke: Buffy – Im Bann der Dämonen, The Legend of Zelda
- 2019:
  - Personen: Vonda N. McIntyre, Neil Gaiman
  - Werke: Doctor Who, Magic: The Gathering
- 2020:
  - Personen: D. C. Fontana, Ted Chiang
  - Werke: Star Wars, Watchmen
- 2021:
  - Personen: Nichelle Nichols, Sigourney Weaver
  - Werke: Godzilla, Die Reise zum Mond
- 2022:
  - Nicht vergeben.[1]
- 2023:
  - Personen: N. K. Jemisin, John Carpenter
  - Werke: Dune, The Rocky Horror Picture Show